# 窄穗细柄茅
窄穗细柄茅（学名：Ptilagrostis junatovii）为禾本科细柄茅属下的一个种。